# Memoriał Huberta Jerzego Wagnera 2008
Memoriał Huberta Jerzego Wagnera 2008 – 6. edycja turnieju siatkarskiego odbyła się w dniach 16–18 maja 2008 roku w Olsztynie.
Edycja ta była także pierwszym turniejem kwalifikacyjnym Polaków do Mistrzostw Europy 2009.

## Uczestnicy
- Czarnogóra
- Estonia
- Polska
- Węgry

## Tabela
| Lp. | Drużyna    | Pkt | Mecze | Mecze | Mecze | Sety | Sety | Sety  | Małe punkty | Małe punkty | Małe punkty |
| Lp. | Drużyna    | Pkt | M     | W     | P     | wyg. | prz. | ratio | zdob.       | str.        | ratio       |
| --- | ---------- | --- | ----- | ----- | ----- | ---- | ---- | ----- | ----------- | ----------- | ----------- |
| 1   | Polska     | 6   | 3     | 3     | 0     | 9    | 0    | MAX   | 225         | 172         | 1.308       |
| 2   | Estonia    | 5   | 3     | 2     | 1     | 6    | 5    | 1.200 | 254         | 246         | 1.033       |
| 3   | Czarnogóra | 4   | 3     | 1     | 2     | 4    | 7    | 0.571 | 248         | 263         | 0.943       |
| 4   | Węgry      | 3   | 3     | 0     | 3     | 2    | 9    | 0.222 | 237         | 281         | 0.843       |

Źródło: fundacjawagnera.pl
Zasady ustalania kolejności: 1. liczba zdobytych punktów; 2. wyższy stosunek setów; 3. wyższy stosunek małych punktów.
Punktacja: zwycięstwo – 2 pkt; porażka – 1 pkt

## Wyniki
| Data       | Drużyna 1  | Wynik | Drużyna 2  | 1     | 2     | 3     | 4     | 5 | * |
| ---------- | ---------- | ----- | ---------- | ----- | ----- | ----- | ----- | - | - |
| 2008-05-16 | Polska     | 3:0   | Czarnogóra | 25:19 | 25:18 | 25:20 |       |   |   |
| 2008-05-16 | Estonia    | 3:1   | Węgry      | 27:25 | 25:27 | 25:13 | 25:21 |   |   |
|            |            |       |            |       |       |       |       |   |   |
| 2008-05-17 | Polska     | 3:0   | Estonia    | 28:26 | 25:17 | 25:19 |       |   |   |
| 2008-05-17 | Czarnogóra | 3:1   | Węgry      | 25:21 | 25:23 | 28:30 | 27:25 |   |   |
|            |            |       |            |       |       |       |       |   |   |
| 2008-05-18 | Estonia    | 3:1   | Czarnogóra | 25:20 | 25:20 | 16:25 | 25:21 |   |   |
| 2008-05-18 | Polska     | 3:0   | Węgry      | 25:17 | 25:19 | 25:18 |       |   |   |

## Nagrody indywidualne
| Najlepszy atakujący | Najlepszy blokujący | Najlepszy serwujący | Najlepszy przyjmujący | Najlepszy libero | Najlepszy rozgrywający | Najlepszy punktujący | Najlepszy gracz |
| ------------------- | ------------------- | ------------------- | --------------------- | ---------------- | ---------------------- | -------------------- | --------------- |
| Mariusz Wlazły      | Daniel Pliński      | Mariusz Wlazły      | Marcin Wika           | Sten Esna        | Paweł Woicki           | Miloš Ćulafić        | Mariusz Wlazły  |